# 飽和蒸氣曲線
飽和蒸氣曲線是在熱力學的温熵图（T–s圖）分隔二相狀態及過熱蒸氣狀態的曲線。
飽和液體曲線（saturated liquid curve）是在温熵图中分隔二相狀態及過冷液體的曲線。
在热力学循环中，流體的膨脹和飽和蒸氣曲線的特性有關：
- 「濕」流體會有負的飽和蒸氣曲線。在膨脹受到限制之前，流體已經過熱。在膨脹過程的最後，流體會是包括液態及氣態的兩相狀態。

- 等熵过程流體會有垂直的飽和蒸氣曲線。在假想的等熵过程後，仍非常接近飽和蒸氣的狀態。

- 「乾」流體會有正的飽和蒸氣曲線。在膨脹過程的最後，流體是在不帶液體的乾蒸氣狀態，是強烈過熱的狀態。